# Straža pri Dolu
Straža pri Dolu je naselje u slovenskoj Općini Vojniku. Straža pri Dolu se nalazi u pokrajini Štajerskoj i statističkoj regiji Savinjskoj. 

## Stanovništvo
Prema popisu stanovništva iz 2002. godine naselje je imalo 22 stanovnika.